# Támadás az Amerikai Egyesült Államok bagdadi nagykövetsége ellen
A 2019-es támadás az USA bagdadi nagykövetsége ellen Irak fővárosában, Bagdadban történt, amikor az iráni támogatottságú Csataib Hezbollah milicistái, az ő támogatóik a Népi Mozgósítási Erőktől valamint szimpatizánsaik az USA 2019. december 29-i, a Csataib Hezbollah soraiban Irakban és Szíriában 25 halálos áldozatot követelő támadásaira reagálva megtámadták az USA bagdadi nagykövetségét.
A támadásra a 2019-ben kezdődött Perzsa-öböli válság közepette került sor, így az Egyesült Államok Iránt és az államisággal nem rendelkező iraki szövetségeseit tette felelőssé a történtekért, amit Irán visszautasított. Az USA erre válaszul több száz fős sereget küldött a Perzsa-öbölbe, akik között volt nagyjából 100 tengerészgyalogos, hogy megerősítsék a bagdadi nagykövetség védelmét. A támadásnak nem volt halálos áldozata vagy sérültje.

## Előzmények
2019. december 27-én több mint 30 rakétával megtámadták Irak Kirkuk kormányzóságában a K–1 Légibázist – az egyik olyan iraki katonai központot, mely az Inherent Resolve hadműveletben résztvevőknek is helyet biztosít. A támadásban egy szerződéses amerikai alkalmazott meghalt, az USA állományának négy, az iraki kötelék két tagja megsebesült. Az USA a támadásért az iraki Népi Mozgósítási Erők iráni Csataib Hezbollah szárnyát tette felelőssé.
2019. december 29-én az USA légi ereje Irak és Szíria területén megtámadta a Csataib Hezbollah öt támaszpontját. A Pentagon jelentései szerint három helyszín Irakban, kettő Szíriában volt, ahol lőszerraktárakat és vezetői táborhelyeket lőttek. Iraki források szerint legalább 25 milcista meghalt, 55 pedig megsebesült. Iraki katonai és biztonsági források szerint az iraki támadásokban a Csataib Hezbollah legalább négy parancsnokát elvesztette, az egyik támadott helyszín pedig a Szíriával közös nyugati határ mentén, al-Qa'im körzetben volt, ahol a csoport központját vették célba. Tisztviselők úgy nyilatkoztak, a támadás az amerikai polári alkalmazott megölésére adott válasz volt.

## A támadás

### A tömeg támadása
2019. december 31-én a Csataib Hezbollah egyik katonájának a temetése után -- akit az amerikai csapások öltek meg – egy több tucatnyi iraki síita milicistából és támogatóikból álló tömeg vonult végig Bagdad jól megerősített Zöld Zónájának határán, és felvonult Bagdad Kindi utcáján. Ezután körbevették az USA nagykövetségének épületeit. Az Associated Press szerint az Iraki Biztonsági Erők meg sem próbálták feltartóztatni a tömeget, és átengedték őket egy ellenőrző ponton is.
A tömeg elkezdett gúnyolódni a nagykövetség parkolója közelében, az őrház előtt lévő biztonsági személyzettel, és azt skandálták: „Le, le az USA-val!”, „Halál Amerikára!” és „Halál Izraelre!” Felmásztak a falakra, azokat kövekkel és vízzel dobálták, locsolták, a kapukat, ajtókat és ablakokat pedig kezdetleges rámpákkal támadták meg. Ezután több tucatnyi tüntető tulakodott át az ellenőrző pont mellett főbejáraton, felgyújtották a fogadó épületet, a Népi Mozgósítási Egységek milícia zászlait és Amerika-ellenes posztereket emeltek a magasba, Amerika-ellenes graffitiket írtak a falakra. Az egyik tüntető a jelentések szerint ezt írta egy betört ablak alá: „Szulejmáni a mi vezérünk!” A videókon az is látszik, ahogy a milicisták átkutatják az épületet, és papírokat visznek magukkal. A nagykövetséghez biztonsági erőket menesztettek. Sem a Pentagon, sem az amerikai külügyminisztérium nem reagált azonnal a történtekre. Matthew H. Tueller, az USA Irakba delegált nagykövete nem volt a nagykövetségen a támadáskor, ekkor előre tervezett „magánúton” volt.
A tűz kitörésekor az AP riportere szerint legalább fél tucat amerikai tengeri gárdista és a Diplomáciai Biztonsági Szolgálat emberei voltak a nagykövetség tetején, fegyvereiket pedig a többségében milíciák egyenruháit viselő betolakodók felé irányították. A betolakodók 5 méterre a folyosó bejáratától megálltak. Ekkor mintegy 200 méter választotta el őket a nagykövetség fő épületétől. A jelentések szerint könnygázt is bevetettek, mely három betolakodónál légzési nehézségeket okozott. A tömeg három teherautót is felgyújtott, melyeket a biztonsági erők állítottak a nagykövetség épületegyüttese köré, így növelve a védelmet. Egy ember hangosbemondón felszólította a tömeget, nehogy belépjenek az épületegyüttes területére. Több iráni támogatottságú iraki milícia vezetője is csatlakozott a tüntetőkhöz, többek között a Badr Szervezet és a Népi Mozgósítási Egységek vezetője, Hadi al-Amiri és az iráni támogatású iraki Speciális Erők vezetője, Qais Khazali. Rövid időre megjelent Yassine al-Yasseri iraki belügyminiszter is, aki szerint a helyzet „kínos a kormány számára”. 
Kora estére az egykor már több száz fősre duzzadt tömeg visszább húzódott, a tüntetők pedig sátrakba húzódtak vissza, hogy ülősztrájkba kezdhessenek. A Csataib Hezbollah szóvivője, Jaafar al-Husseini szerint a tüntetők nem akarják lerohanni a nagykövetséget. Az ülősztrájkot pedig mindaddig folytatják, míg az „amerikai csapatok el nem hagyják Irakot, a nagykövetséget pedig be nem zárják.” A nagyobb iraki tüntetésen részt vevők is elítélték az amerikaiak légi támadásait a Népi Mozgósítási Front iraki állásai ellen, és azt mondták, „Az amerikai nagykövetség előtti tüntetések az iraki Hashd állások elleni támadásokra adott természetes válasz”, de ugyanakkor elítélték az iraki támogatóknak az amerikai nagykövetség elleni támadását, mondván „mi itt egy békés tüntető közösségben vagyunk,” és hozzátette, hogy „a Zöld Zónában lévő emberek nem minket képvisenek. Mi békés változásokat akarunk.”

### A biztonsági erők válasza
Az amerikai nagykövetség épületegyüttesébe történt betörés hírére Mark Esper amerikai védelmi miniszter úgy reagált, az erősítés már úton van az épület felé, az iraki kormányt pedig felszólította, hogy „tegyen eleget nemzetközi kötelezettségének, és védje meg a létesítményt.”  Nagyjából öt órával az összetűzések kirobbanása után hét fegyveres járművel 30 iraki katona érkezett a területre, akik a nagykövetség közelében, de nem az égő oldalon áttörték az ellenőrző pontokat. A hírek szerint négy, készenléti rendőröket szállító jármű érkezett az épülethez, de ezeket a tüntetők nem engedték be, elzárták az újukat.A nagykövetség védelme érdekében a Kuvaitban állomásozó SPMAGTF-CR-CC tagjai közül a vészhelyzetek kezelésére kiképzett 100 tengerészgyalogost, valamint Taji mellől az amerikai hadsereg két AH-64 Apache támadó helikopterét küldték a területre a nagykövetség biztosítására. Mark Esper ezután bejelentette, hogy a 82. osztagból mintegy 750 fős ezredet küldenek azonnal a Közel-Keletre. Nem hozta nyilvánosságra, hogy hova kell menniük a katonáknak, de egy a döntést ismerő amerikai tisztviselő azt mondta, Kuvaitba küldték őket. Esper azt is mondta, hogy a 82. légi osztag gyorsan bevethető dandárjából, hivatalos nevén az Azonnali Bevetésű Erők néven ismert alakulatból további egységek állnak készen arra, hogy  következő pár napban útnak induljanak. A 750 katona azon a 14.000 amerikai katonán felül érkezik, akiket az iráni agresszió miatti aggodalmak miatt küldtek a Perzsa-öböl térségébe.
2020. január 1-én ismét fellángoltak a tüntetések, mikor a demonstrálók felgyújtották a fogadó épület tetőterét, amire a tengerészgyalogság könnygázzal válaszolt. Sem a tüntetők, sem az őrök körében nem volt jelentős sérülés. Az épületegyüttes és a tüntetők közé felsorakoztak az iraki katonák, az iraki rendőrök és a terrorellenes egységek. További összetűzésre nem került sor, mert a Népi Mozgósítási Egységek vezetője felszólította a demonstrálókat, hogy szedjék fel a sátraikat, és menjenek el a területről. A milicisták támogatói az USA feletti győzelemnek értékelték a nagykövetség megtámadását, és sikerként értékelték, hogy át tudták adni az üzenetüket. Az egyik tüntető szerint: „Belenyomtuk Amerika orrát a mocsokba.” Az Amerikai Külügyminisztérium azt nyilatkozta, a teljes személyzet biztonságban volt, és nem merült fel olyan igény, mely alapján a nagykövetség evakuálását kellett volna előkészíteni.

## Következmények

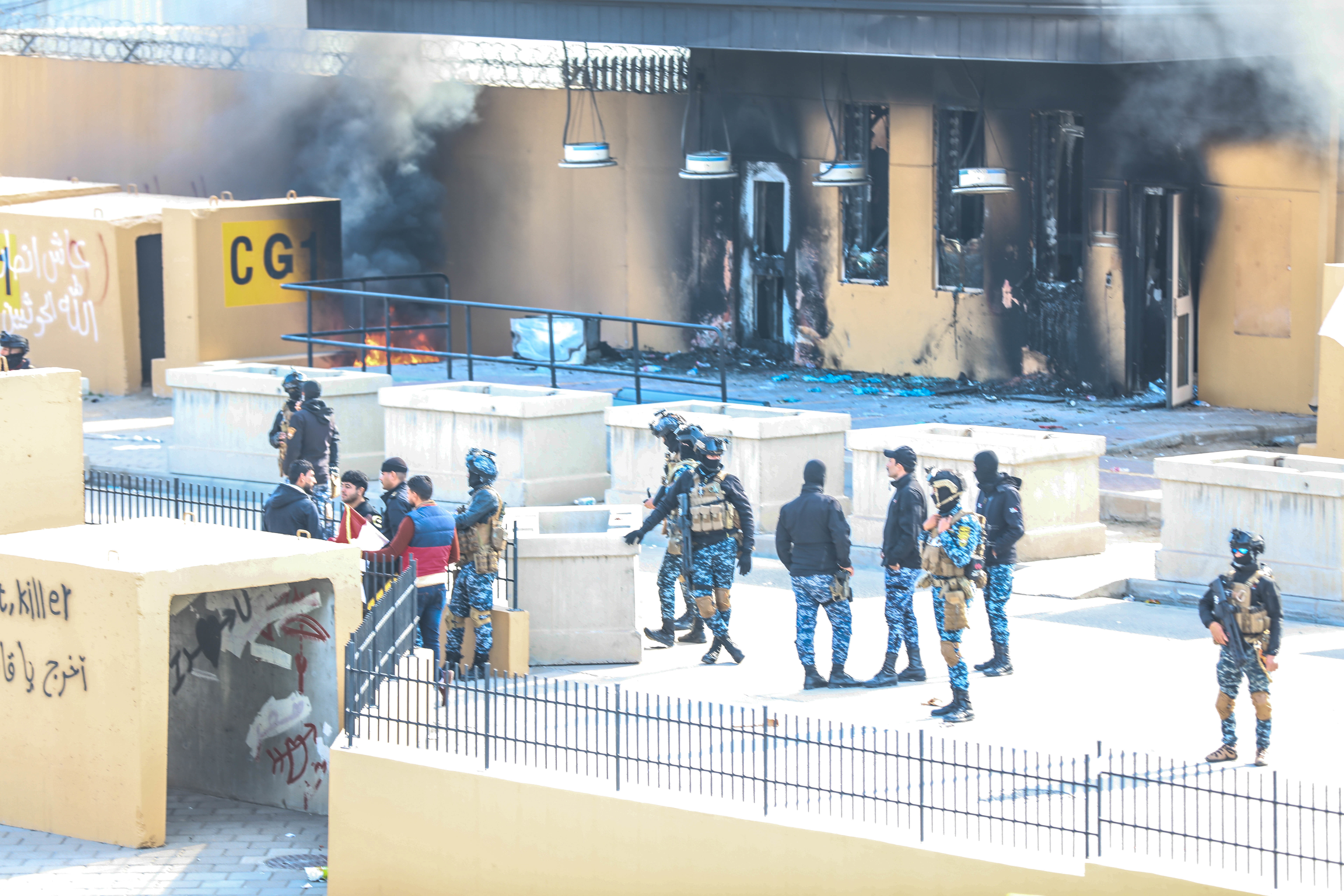
Iraki katonák az amerikai nagykövetség külső, leégett része előtt. 2020. január 1.

Donald Trump amerikai elnök Iránt tette felelőssé a nagykövetség elleni támadás „összehangolásáért”, és hozzátette, hogy őket tartják „teljes egészében felelősnek.” Mike Pompeo szerint a következő embereket terheli a felelősség a támadásokért: a Népi Mozgósítási Egységek akkori feje, Abu Mahdi al-Muhandis, az Asa'ib Ahl al-Haq vezére, Qais Khazali és a PMU parancsnoka, Hadi al-Amiri (az utóbbi kettő ott volt a nagykövetség elleni támadásnál) és a PMU elnöke, Falih Alfayyadh Al-Amiri és Alfayyadh állítólag Barack Obama elnöksége idején a Fehér Ház vendégei is voltak. Irán külügyminisztériuma tagadta, hogy ők álltak volna a bagdadi nagykövetségnél lezajlott tüntetés mögött, és figyelmeztetett, nehogy rajtuk torolják meg a történteket. Irán legfőbb vezetője, Ali Hámánei ezt írta Twitterre: „Ha Irán háborúzni akar egy országgal, közvetlenül megtámadja.”
Israel Katz izraeli külügyminiszter Iránt tartotta felelősek az amerikai nagykövetség elleni támadásért. Azt nyilatkozta, Irán „kínos hibát” vétett a nagykövetség megtámadásával, a nemzetközi közösséget pedig arra kérte, hogy vegye fel a harcot – ahogy ő fogalmazott – a teheráni „lázadó rezsimmel”.
2020. január 2-án az USA védelmi minisztere, Mark Esper azt mondta, a „játék megváltozott”, és az USA előzetes figyelmeztetés nélkül meg fog támadni olyan iráni támogatású katonai csoportokat Irakban, melyekről érkező hírek szerint azok az amerikai seregek elleni támadást terveznek. Ugyanakkor felszólította az iraki kormányt, hogy mérsékelje az iráni befolyást. Az Egyesített Parancsnoksági Tanács vezetője Mark Milley hangsúlyozta, hogy minden olyan csoport, mely megpróbálta lerohanni a bagdadi nagykövetséget, „a végtébe rohan”.
Pár órával Esper bejelentése után, 2020. január 3-án kora reggel amerikai drónok megölték az iráni Kudsz Erők parancsnokát, Kászim Szulejmáni vezérőrnagyot és a vele tartó Abu Mahdi al-Muhandis-t, miközben egy konvojjal a  Bagdadi Nemzetközi Repülőtér mellett haladtak el. Az amerikai támadásról a védelmi minisztérium adott ki hivatalos nyilatkozatot, ami rögtön megnövelte a feszültséget a régióban az USA és Irán között.